# Federica Pontremoli
Federica Pontremoli (Genova, 1966) è una sceneggiatrice e regista italiana.

## Biografia
Laureata in lettere moderne, si è diplomata in sceneggiatura nel 1993 presso il Centro sperimentale di cinematografia. Inizia la sua carriera dirigendo un videoclip musicale per Gianluca Grignani (Il giorno perfetto). Nel 2001 dirige il suo primo lungometraggio, Quore, di cui ha scritto anche soggetto e sceneggiatura.
Nel 2003 è stata tra i vincitori del premio Sacher, indetto dalla casa di produzione di Nanni Moretti, per il soggetto del cortometraggio Baci da Varsavia. Per questo viene scelta da Moretti come coautrice della sceneggiatura de Il caimano. Da allora collabora con numerosi registi, tra cui Silvio Soldini per Giorni e nuvole, Giuseppe Piccioni per Giulia non esce la sera, Francesca Comencini per Lo spazio bianco.
Nel 2011 torna a lavorare con Nanni Moretti in Habemus Papam, firmando la sceneggiatura insieme a Moretti e Francesco Piccolo. Nel 2012 scrive, insieme a Ferzan Özpetek, la sceneggiatura di Magnifica presenza.

## Filmografia

### Sceneggiatrice
- Quore, regia di Federica Pontremoli (2002)
- Naufraghi, regia di Federica Pontremoli (2004) - Cortometraggio
- Il caimano, regia di Nanni Moretti (2006)
- Giorni e nuvole, regia di Silvio Soldini (2007)
- Giulia non esce la sera, regia di Giuseppe Piccioni (2009)
- Generazione 1000 euro, regia di Massimo Venier (2009)
- Dieci inverni, regia di Valerio Mieli (2009)
- Lo spazio bianco, regia di  Francesca Comencini  (2009)
- Meno male che ci sei, regia di Luis Prieto (2009)
- Nel bianco, regia di Peter Keglevic – miniserie TV (2010)
- Habemus Papam, regia di Nanni Moretti (2011)
- Il giorno in più, regia di Massimo Venier (2011)
- Magnifica presenza, regia di Ferzan Özpetek (2012)
- Ho ucciso Napoleone, regia di Giorgia Farina (2015)
- Tre piani, regia di Nanni Moretti (2021)
- Il sol dell'avvenire, regia di Nanni Moretti (2023)
- Never too late - serie TV (2024)

### Regista
- Quore (2002)
- Naufraghi – cortometraggio (2004)

## Riconoscimenti
- Ciak d'oro
  - 2006 – Migliore sceneggiatura per Il caimano[2]
  - 2011 – Migliore sceneggiatura per Habemus Papam[3]